# Martin Lewis Perl
Martin Lewis Perl (Nueva York, 24 de junio de 1927-Palo Alto, California; 30 de septiembre de 2014) fue un ingeniero químico y físico estadounidense, Premio Nobel de Física en 1995 por el descubrimiento del tauón.

## Biografía
Perl nació en Nueva York. Sus padres, Fay (de soltera Resenthal), secretaria y contable, y Oscar Perl, vendedor de papelería que fundó una empresa de imprenta y publicidad, eran inmigrantes judíos en EE. UU. procedentes de la zona polaca de Rusia.
Perl se licenció en ingeniería química en 1948 en el Instituto Politécnico de Brooklyn (hoy NYU-Tandon). Tras graduarse, Perl trabajó para la General Electric Company como ingeniero químico en una fábrica de tubos electrónicos de vacío. Para aprender cómo funcionaban los tubos de electrones, Perl se matriculó en cursos de física atómica y cálculo avanzado en el Union College de Schenectady (Nueva York), lo que le llevó a interesarse cada vez más por la física y, finalmente, a licenciarse en física en 1950.
Se doctoró en la Universidad de Columbia en 1955, donde su director de tesis fue Isidor Isaac Rabi. La tesis de Perl describía mediciones del momento cuadrupolar nuclear del sodio, utilizando el método de resonancia de haz atómico por el que Rabi había ganado el Premio Nobel de Física en 1944.
Tras su doctorado, Perl pasó 8 años en la Universidad de Míchigan, donde trabajó en la física de las interacciones fuertes, utilizando cámaras de burbujas y cámaras de chispas para estudiar la dispersión de piones y, más tarde, de neutrones en protones. Durante su estancia en Míchigan, Perl y Lawrence W. Jones fueron coasesores de Samuel C. C. Ting, Premio Nobel de Física en 1976.
Buscando un mecanismo de interacción más sencillo de estudiar, Perl empezó a considerar las interacciones entre electrones y muones. Tuvo la oportunidad de empezar a planificar trabajos experimentales en este campo cuando se trasladó en 1963 al Centro de Aceleradores Lineales de Stanford (SLAC), que entonces se estaba construyendo en California. Le interesaba especialmente comprender el muon: por qué interactuaba casi exactamente igual que el electrón, pero era 206,8 veces más pesado, y por qué se desintegraba por la ruta que lo hace. Perl decidió buscar respuestas a estas preguntas en experimentos con leptones cargados de alta energía. Además, consideró la posibilidad de encontrar una tercera generación de leptones mediante colisiones electrón-positrón.
Perl es uno de los 20 estadounidenses galardonados con el Premio Nobel de Física que firmaron una carta dirigida al Presidente George W. Bush en mayo de 2008, en la que le instaban a «revertir el daño causado a la investigación científica básica en la Ley Ómnibus de Asignaciones para el Año Fiscal 2008» solicitando financiación adicional de emergencia para la Oficina de Ciencia del Departamento de Energía, la Fundación Nacional de Ciencias y el Instituto Nacional de Estándares y Tecnología.
Murió tras un ataque al corazón en el Hospital de la Universidad de Stanford el 30 de septiembre de 2014, a la edad de 87. Su hijo, Jed Perl, es autor y crítico de arte en The New Republic.

## Premio Nobel y carrera posterior
Perl ganó el Premio Nobel en 1995 junto con Frederick Reines. El premio fue otorgado "por contribuciones experimentales pioneras a la física de leptones". Perl recibió la mitad "por el descubrimiento del leptón tau", mientras que Reines recibió su parte "por la detección del neutrino ".  En 1996 publicó Reflexiones sobre la ciencia experimental, que consta de "comentarios, reimpresiones científicas, reflexiones y una memoria...".
Se incorporó a la Universidad de Liverpool como profesor visitante.  Fue miembro del consejo asesor de Científicos e Ingenieros para América, una organización centrada en promover la ciencia sólida en el gobierno estadounidense. En 1996 recibió el premio Golden Plate de la Academia Estadounidense de Logros.  En 2009, Perl recibió un doctorado honorario de la Universidad de Belgrado.